# Mansionáři
Sbor mansionářů bylo sdružení kněží doby středověku při katedrální kapitule, paralelní k původní kapitule.
V českých zemích označoval pouze Sbor mansionářů pražských při Metropolitní kapitule pražské. Měli tam povinné bydlení (mansio = lat. byt, příbytek), nesměli mít jiná beneficia a jejich každodenní pracovní náplní bylo zúčastnit se v předepsaném jednotném liturgickém oděvu, resp. chórovém oděvu (plášti[zdroj?]) v mariánském chóru mariánské bohoslužby a doprovázet ji zpěvem. Kromě toho museli sloužit jiné votivní bohoslužby, například zádušní za členy královské rodiny. Sbor měl 24 členů, 12 vyššího svěcení (které jmenoval císař) a 12 nižšího svěcení (jáhnů a podjáhnů). V čele sboru stál kanovník s funkcí precentor a jeho asistent nazývaný coadjutor, kteří měli dva klíče od skříně v sakristii, ve níž byly uloženy provozní předměty sboru (liturgické knihy, pečetidlo), preciosa (kalichy, monstrance) a paramenta (oděvy).

## Historie
Sbor mansionářů založil roku 1344 český král Karel IV. ve spolupráci se svým přítelem Arnoštem z Pardubic, který sepsal jeho statuta. Úkolem mansionářů byla každodenní účast při mši sloužené k poctě Panny Marie v mariánském chóru katedrály, tj., před oltářem Panny Marie u královské hrobky, s povinným zpěvem. Kromě toho sloužili votivní (oslavné a zádušní) mše za členy císařské rodiny Karla IV. a další osobnosti. Dvakrát ročně vystupovali při slavnostních bohoslužbách ke svátkům sv. Jiří a sv. Havla. Měli povinnou rezidenci na Pražském hradě, bydleli při kapitule nebo v kanovnických domech. Šlo o elitní společnost. Nesměli držet žádná další beneficia. Po skončení služby, která měla různou délku (nejčastěji 2-10 let) odcházeli často jako faráři do patronátních kostelů ve vesnicích, které sboru patřily.
Během husitských válek sbor zanikl.

## Jiné sbory mansionářů
Sbory mansionářů od 11. do první poloviny 16. století působily při katedrálách v celé Evropě, například při Frauenkirche v Norimberku, ve Vratislavi nebo v Plocku. Výjimečně se udržely až do 17. století, například v Neapoli.